# 大货车极限竞赛
《大货车极限竞赛》是於2003年由Stellar Stone制作的競速电脑游戏，由動視和GameMill出版，平台為Microsoft Windows。儘管遊戲的包裝指出玩家須在遊戲中駕駛大貨車安全地把非法貨物運至目的地，並且同時避開警察的追捕；但在實際遊戲中，警察並不存在，且玩家亦沒有運送非法貨物的任務——實際遊戲中的任務卻是與其他大貨車進行競賽，並勝出比賽。然而，玩家的對手卻完全不會移動，並且遊戲的程式中缺少碰撞檢測程序，使大貨車在駕駛期間完全不會遇到任何障礙物。在遊戲中，大貨車的運動亦會經常違反物理定律。
《大货车极限竞赛》獲得評論家一致的負面評論。這些批評主要圍繞缺乏碰撞檢測、頻繁的程式錯誤、差劣的視覺效果和嚴重缺乏功能。此游戏在GameSpot中获得了1.0分，是GameSpot有史以来颁发的最低分数。
一些玩家建立了一个基于该游戏的虛構宗教，名为Rigism。成员被称为BROTRR（Big Rigs: Over the Road Racing）。

## 遊戲
《大货车极限竞赛》的遊戲包裝指出玩家在遊戲中需要駕駛大貨車安全地把非法貨物運至目的地，並且同時避開警察的追捕。但是，在遊戲中完全沒有警車或警察的身影，且玩家亦沒有運送非法貨物的任務。另外，大貨車亦沒有運載任何貨物。雖然包裝亦指出玩家需要在運貨期間與全國各地的賽車競賽，但是所謂的對手自比賽開始時便只會停留在原地，完全不會移動。
玩家在遊戲中完全不會遇上障礙。雖然地圖上有很多障礙物，如建築、牆壁和樹，但是因遊戲的程式中缺乏碰撞檢測，因此使大貨車完全不會撞上任何障礙物。另外，大貨車亦能在任何斜度的地面上移動，甚至是垂直的懸崖。在不同的斜坡上，大貨車並不會減速或加速。大貨車在橋樑上運行時會掉到橋底，若大貨車駕駛至地圖外，它會進入一個無盡的灰色地帶。當玩家倒車時，它便會無盡地加速，而當玩家停止按倒車按鈕時，大貨車又會瞬間停止移動。
雖然遊戲包裝指出遊戲共有5个赛道供玩家選擇，但實際上只有四個是可玩的，且其中兩個赛道是重覆的。當玩家選擇赛道「夜遊」後，遊戲便會崩潰或自動退出。在比賽結束後，遊戲會顯示一個三把柄的獎杯，並展示出文法有誤的字句「YOU'RE WINNER!」（「你是贏家！」，正確應為「YOU'RE THE WINNER!」）。此遊戲有時亦會誤把剛開始遊戲的玩家當作經過終點的玩家，使玩家在開始遊戲的瞬間就勝出了比賽。
Stellar Stone因大量的批評而發布了遊戲的一個補丁版本。在這個補丁版本中，競賽對手終於能夠移動。不過，這個對手會在終點線前停下來，使玩家依然沒有可能輸掉比賽。原本不可玩的赛道「夜遊」則被改為第一個賽道的鏡像賽道。補丁版本更將表示勝利的字句「YOU'RE WINNER!」以「YOU WIN!」取代。他們亦為遊戲增加了音效。

## 開發
《大货车极限竞赛》是由Stellar Stone於烏克蘭开发和編程的。遊戲內的工作人員列表指出謝爾蓋·季托夫是遊戲的製作人和程序員，但後來謝爾蓋·季托夫在諷刺性網站YoureWinner.com上指出自己其實只負責創建遊戲引擎而已。《大货车极限竞赛》最初有意與《午夜競賽俱樂部：機械增壓！》一同發佈。但是，GameMill最終決定拆分銷售。

## 評價

遊戲中臭名昭著的「YOU'RE WINNER !」畫面。此句子文法有誤。

《大货车极限竞赛》獲得一面倒的負面評論，並被列為史上最糟糕電子遊戲之一。此遊戲在不少評分網站中獲得了1/10的得分。要注意的是，這些網站是不會給予零分的，因此，1/10分已經是最低分。Metacritic僅給予此遊戲8/100的評分，是Metacritic史上給予的最低分數。GameRankings亦僅僅給予此遊戲3.83%的評分，是GameRankings史上給予的最低分數，亦被GameRankings列為史上最糟糕電子遊戲。
Thunderbolt Games的馬特·沃德利說：「我希望能想到《大货车极限竞赛》的一些優點，但它根本沒有任何優點。」，並給予此遊戲1/10的評分。《大貨車極限競賽》亦出現於遊戲節目《X-Play》中的“你永遠不應該購買的遊戲”環節，而主持人摩根·韋布更將此遊戲稱為“有史以來最糟糕的遊戲”，並表示此遊戲不予置評。Netjak給予此遊戲0.0分，並指出他有意給予此遊戲負分，但是評分網站不批准。GameSpot的亞歷克斯·納瓦羅指出「你能想象它有多壞，它就有多壞」。納瓦羅亦指出「請不要玩這個遊戲。我們強調此意思還不夠」。
《大货车极限竞赛》品質之差已成為了其特徵之一。此遊戲獲得了GameSpot“2004年最好和最差遊戲”中的“最糟糕遊戲”獎，儘管遊戲是发布於2003年的。於2009年，ScrewAttack將此遊戲提名為SAGY年代最糟糕的遊戲。